# باثولوجيا الجلد

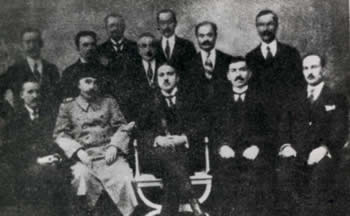
أعضاء جمعية الأمراض الجلدية (Emraz-ı Cildiye ve Efrenciye Cemiyeti) ، 1919. الصف الأمامي (من اليمين إلى اليسار): Emil Orfanidis ، علي رضا (Atasoy) ، Şükrü Mehmet Sekban ، Talat Çamlı و Rober Abimelek ، الصف الخلفي: M. روستو ، عثمان سلمان ، حسن رشات (سيجنديم) ، عزت كميل ، بوجيس ، كاراكوج ، علي رضا.

الباثُولُوجْيا الجِلْدِيَّة (من اليونانية δέρμα، ديرما، "جلد"؛ πάθος، رثاء، "مصير، ضرر"؛ و-لوجيا-) هي تخصص فرعي مشترك للأمراض الجلدية وعلم الأمراض أوعلم الأمراض الجراحي الذي يركز على دراسة الأمراض الجلدية في المستوى المجهري والجزيئي. كما أنه يشمل تحليلات للأسباب المحتملة للأمراض الجلدية على المستوى الأساسي. يعمل أخصائيو الأمراض الجلدية بالتعاون الوثيق مع أطباء الأمراض الجلدية السريري، والعديد منهم يمتلك تدريبًا إكلينيكيًا إضافيًا في طب الأمراض الجلدية.
أطباء الجلد قادرون على التعرف على معظم الأمراض الجلدية بناءً على مظهرها وتوزيعاتها التشريحية وسلوكها. ومع ذلك، في بعض الأحيان، لا تسمح هذه المعايير بإجراء تشخيص قاطع، ويتم أخذ خزعة من الجلد لفحصها تحت المجهر أوتخضع لاختبارات جزيئية أخرى. تكشف هذه العملية عن أنسجة المرض وتؤدي إلى تفسير تشخيصي محدد. في بعض الحالات، يجب إجراء اختبارات متخصصة إضافية على الخزعات، بما في ذلك التألق المناعي، والكيمياء المناعية، والمجهر الإلكتروني، وقياس التدفق الخلوي، والتحليل المرضي الجزيئي.
واحدة من أعظم تحديات الأمراض الجلدية هو نطاقها. يوجد أكثر من 1500 اضطراب مختلف للجلد، بما في ذلك الطفح الجلدي ("الطفح الجلدي") والأورام (يتعامل علم الأورام الجلدية مع السرطانات السابقة، مثل التقران السفعي؛ والسرطانات، بما في ذلك الكتل الحميدة، والسرطانات الخبيثة - مثل السرطانات سرطان الخلايا القاعدية، وسرطان الخلايا الحرشفية، والأخطر، سرطان الخلايا الصبغية). وتشمل الشروط غير سرطانية البهاق، القوباء، فرفرية، الحكة، الأوردة العنكبوتية، البثور، الشامات، زهري، التعرض لبلاب السام والنباتات المماثلة أو مصادر السموم الأخرى، الطفح الجلدي، الخراجات، وسحجات الجلد أو الحالات التي تتعامل مع التجاعيد أوتقشير الجلد أوهجمات المناعة الذاتية على الجلد لذلك، يجب أن يحافظ أطباء الأمراض الجلدية على قاعدة عريضة من المعرفة في طب الأمراض الجلدية السريرية وأن يكونوا على دراية بالعديد من مجالات التخصص الأخرى في الطب.
تتطلب الشهادة في طب الأمراض الجلدية في الولايات المتحدة والعديد من البلدان الأخرى إكمال شهادة طبية، يليها تدريب الإقامة لمدة 3 سنوات في طب الأمراض الجلدية أو 3 سنوات في علم الأمراض التشريحي (غالبًا ما يتم إكمالها كجزء من الإقامة المشتركة لمدة 4 سنوات في علم الأمراض التشريحي و علم الأمراض السريري). بعد ذلك، يتم إجراء سنة أو سنتين إضافية من التعليم بعد الإقامة في أمراض الجلد. بالنسبة للمتدربين الذين لديهم خلفية أساسية في علم الأمراض، تشمل تجربة الزمالة ما يعادل 6 أشهر من طب الأمراض الجلدية، وبالنسبة لأولئك الذين يكون تدريبهم في المقام الأول في مجال الأمراض الجلدية، فإن 6 أشهر من الزمالة مكرسة لعلم الأمراض التشريحي. في الولايات المتحدة، يتم اعتماد أطباء الأمراض الجلدية أولاً من قبل المجالس الأمريكية لعلم الأمراض أو طب الأمراض الجلدية، أو مجالس تقويم العظام الأمريكية لعلم الأمراض أو الأمراض الجلدية، في المملكة المتحدة طبيب الأمراض الجلدية معتمد من الكلية الملكية لأخصائي علم الأمراض، وفي بقية العالم من قبل المجلس الدولي لأمراض الجلد. ثم يحصل المتدربون على شهادة تخصص فرعي (يُطلق عليها "الكفاءة الخاصة") أو دبلوم في أمراض الجلد عن طريق امتحان كتابي.  منذ عام 2003، قام المجلس الدولي لأمراض الجلد (IBDP) - ومقره في غراتس، النمسا - أيضًا باعتماد المرشحين من دول حول العالم. يتم ذلك عن طريق مراجعة IBDP للمؤهلات المهنية للمتقدمين، وامتحان كتابي وعملي يتم إجراؤه في أوروبا كل عام.
يُمارس علم الأمراض الجلدية في الولايات المتحدة في مجموعة متنوعة من الأماكن. يتم تفسير بعض الخزعات من قبل أطباء الأمراض الجلدية الذين حصلوا عليها، وبعضها يتم إرساله إلى مختبرات علم الأمراض ويتم تفسيره إما من قبل أخصائيي علم الأمراض العام أو أخصائي أمراض الجلد، بينما يتم تفسير البعض الآخر في مختبرات الأمراض الجلدية المتخصصة. فقط عدد قليل من هؤلاء موجودون خارج الولايات المتحدة.

## روابط خارجية
- American Society of Dermatopathology web site
- International Board of Dermatopathology web site
- International Society of Dermatopathology web site
- The Johns Hopkins University DermAtlas
- Omni's dermatopathology links
- Atlases - High Resolution Dermatopathology Images web site
- DermPedia web site